# Le Petit Journal Montparnasse
Le Petit Journal Montparnasse était un restaurant et club de jazz du 14e arrondissement de Paris, situé 13 rue du Commandant-René-Mouchotte, près de la gare Montparnasse.
Le Petit Journal Montparnasse était doté de 250 places assises. Il accueillait près de 280 concerts par an, chaque soir du lundi au samedi. Sa renommée s’est établie au fil du temps avec des musiciens de la scène française et internationale : Stéphane Grappelli, Claude Nougaro, Michel Petrucciani, Rhoda Scott, Claude Bolling, Manu Dibango, Didier Lockwood ou encore Mina Agossi.

## Histoire

### Le Petit Journal
Créé en 1985 par André Damon, André Robert en devient le propriétaire après l'avoir acheté à Claude Perdriel en janvier 2013. 

### La Dame Rose
En janvier 2017, le club change de main et est redécoré au style créole en changeant de nom : La Dame Rose. La ligne artistique est axée sur le jazz Nouvelle-Orléans, le hip-hop et le blues. Un mois plus tard, il est placé en redressement judiciaire.

### Le Jazz Café
Au mois de novembre 2017, après plusieurs mois d'inactivité, dans un quartier en pleine rénovation, le lieu trouve un nouveau propriétaire et est transformé en restaurant-concerts. Il devient le Jazz Café Montparnasse, redécoré en style art déco.